# 8369 Miyata
8369 Miyata este un asteroid din centura principală de asteroizi.

## Descriere
8369 Miyata este un asteroid din centura principală de asteroizi. A fost descoperit pe 8 aprilie 1991 la Observatorul Palomar de Eleanor Francis Helin. Asteroidul prezintă o orbită caracterizată de o semiaxă mare de 2,56 ua, o excentricitate de 0,12 și o înclinație de 15,6° în raport cu ecliptica.